# Розлом Сан-Андреас (фільм)
«Розлом Сан-Андреас» (англ. San Andreas) — фільм-катастрофа режисера Бреда Пейтона у форматі 3D. У центрі сюжету — потужний землетрус, спричинений розломом Сан-Андреас, що спустошив Західне узбережжя США. У головних ролях — Двейн Джонсон, Карла Гуджино та Александра Даддаріо. Прем'єра в США відбулася 29 травня 2015, в Україні — 28 травня 2015.

## Сюжет
Сейсмолог Каліфорнійського технологічного інституту доктор Лоуренс Гейз і його колега доктор Кім Парк тестують на Греблі Гувера нову модель прогнозування землетрусів, коли розрив у сусідньому невідомому раніше розломі спричиняє землетрус магнітудою 7,1 бала, який руйнує дамбу. Парк жертвує собою, щоб врятувати молоду дівчину.
Хейз виявляє, що весь розлом Сан-Андреас зміщується і незабаром спричинить кілька потужних землетрусів, які потенційно можуть знищити міста вздовж лінії розлому. Він починає перегони, щоб попередити населення Каліфорнії, разом зі своїми студентками Алексі і Фібі та репортеркою Сереною Джонсон. Коли землетрус магнітудою 9,1 бала спустошує Лос-Анджелес і Сан-Франциско, Рей Ґейнс, головний пілот рятувального гелікоптера Пожежного Департаменту Лос-Анджелеса, який переживає розлучення зі своєю дружиною Еммою, рятує її з хмарочоса в Лос-Анджелесі.
Тим часом їхня донька Блейк приїхала до Сан-Франциско з новим хлопцем Емми, Деніелом, і в цей час у місті стався землетрус. Уламки гаража, що обвалився, затискають її в машині Деніела. Панікуючи, Деніел покидає Блейк. Бен Тейлор, британський інженер, який шукає роботу у фірмі Деніела, і молодший брат Бена, — Оллі рятують Блейк, і вони добираються до Чайнатауну, успішно викликавши на допомогу її батьків. Рей та Емма намагаються дістатися Сан-Франциско на гелікоптері Рея, аж поки у нього не виходить з ладу редуктор, що змушує їх здійснити екстрену посадку в торговому центрі в Бейкерсфілді. Серед хаосу та мародерства, щоб продовжити подорож Рей викрадає вантажівку. Під час подорожі вони зустрічають на узбіччі подружжя з пошкодженим автомобілем незадовго до розлому Сан-Андреас, який прорвав велику тріщину через шосе і тягнеться на видиму довжину розлому в обох напрямках. Після короткої розмови Рей і Емма обмінюють вантажівку на літак, який належить подружжю.
Коли землетрус вщухає, зруйнувавши більшу частину міста, Рей та Емма викрадають човен, щоб дістатися до групи, і лише тоді розуміють, що до затоки Сан-Франциско наближається цунамі. Разом з кількома іншими вцілілими на невеликих суднах вони перетинають хвилю ще до її піку, ледве уникнувши контейнеровоза, що потрапив у хвилю цунамі. Корабель врізається в центральний проліт мосту «Золота Брама», вбиваючи всіх, хто перебував на мосту, в тому числі Деніела, якого розчавлює падаючий транспортний контейнер. Цунамі накриває зруйноване місто, перекидаючи круїзне судно і вбиваючи тисячі людей. Блейк, Бен та Оллі заходять у «Браму», будівлю, будівництвом якої керував Деніел, але їх все одно підхоплює хвиля. Коли будівля починає руйнуватися, захоплюючи Блейк під воду, Рей пірнає, рятує її. Емма розбиваючи вікно човном рятує усіх з будівлі, що руйнується, поки Рей провожить серцево-легеневу реанімацію Блейк.
Ті, хто вижив, перегруповуються в таборі допомоги на іншому березі затоки, де примирені Рей та Емма обговорюють своє майбутнє. На залишках мосту «Золота Брама» розгортається американський прапор, даючи надію на те, що місто відновиться і відбудується, коли рятувальні машини спускаються на зруйнований ландшафт затоки Сан-Франциско, яка тепер простягається від Сан-Хосе до Санта-Крус, перетворюючи півострів Сан-Франциско на острів.

## Виробництво

### Розвиток
1 грудня 2011 року було оголошено, що New Line Cinema розробляє фільм про землетрус «Сан-Андреас: 3D» за сценарієм Джеремі Пассмора та Андре Фабріціо. 5 червня 2012 року студія призначила Бреда Пейтона режисером фільму. 18 липня 2012 року New Line запросила Карлтона К'юза переписати сценарій для фільму. 18 липня 2013 року сценаристи «Закляття» Кері Гейз і Чед Гейз були запрошені студією для повторного написання сценарію. Фільм продюсували New Line і Village Roadshow Pictures, а також Flynn Picture Company і австралійська компанія Village Roadshow Limited.

### Кастинг
14 жовтня 2013 року Дуейн Джонсон уклав угоду на знімання у фільмі, у ролі пілота гелікоптера, який шукає свою дочку після землетрусу. 4 лютого 2014 року до акторського складу приєдналася Александра Даддаріо, а 11 березня 2014 року Карла Гуджино, возз'єднавшись з Дуейном Джонсоном, з яким вона знімалася у фільмах «Відьмина гора» і «Нещадний». 14 березня 2014 року до акторського складу фільму приєднався актор серіалу «Гра престолів» — Арт Паркінсон. 1 квітня 2014 року стало відомо, що до фільму також приєдналась Арчі Панджабі. 5 квітня 2014 року до фільму також приєднався Тодд Вільямс, який зіграв Маркуса Кроулінгса, старого армійського друга персонажа Джонсона, а 15 квітня 2014 року до акторського складу фільму долучився Колтон Гейнс. 29 квітня до акторського складу фільму приєднався Йоан Гріффідд, який зіграв Деніела Реддіка, багатого забудовника, який зустрічається з дружиною персонажа Джонсона, що віддалилася від нього. 28 травня до акторського складу приєднався Вілл Юн Лі, який зіграв у фільмі доктора Кіма Пака, співдиректора сейсмологічної лабораторії Каліфорнійського технологічного інституту. 11 червня до фільму приєдналася австралійська співачка і акторка Кайлі Міноуг, яка зіграла сестру персонажа Гріффідда.

### Знімання

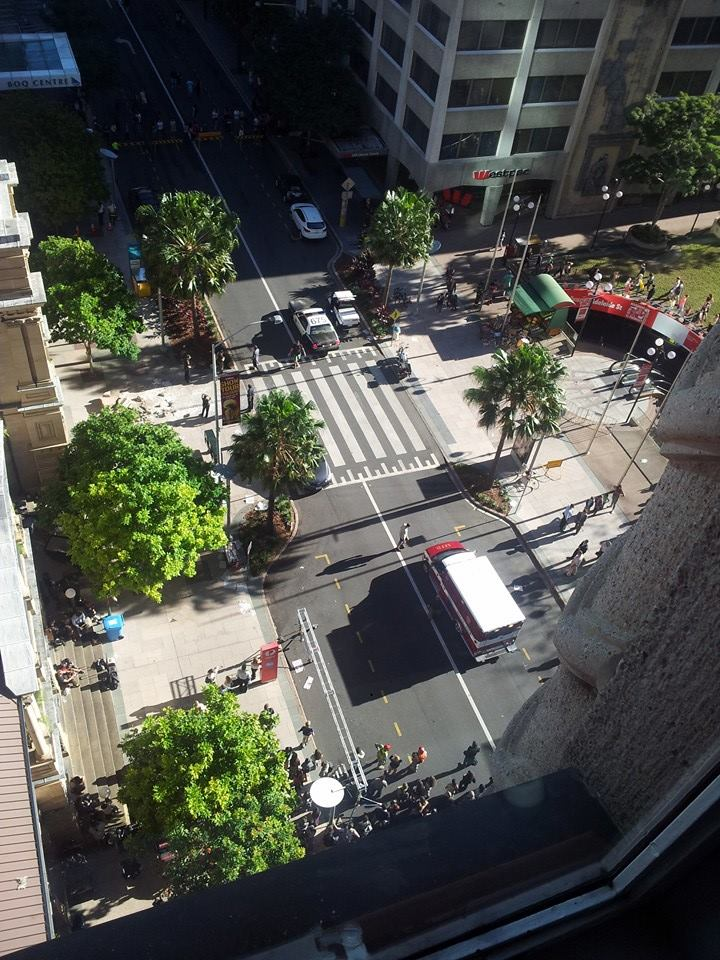
Знімання другої частини фільму на Квін-стріт у Брісбені, Квінсленд, Австралія. 22 червня 2014 року

17 грудня 2013 року видання Вараєті повідомило, що фільм зніматимуть на студії Village Roadshow Studios у Голд-Кості, Квінсленд, Австралія. Знімання мали розпочати у квітні 2014 року в Квінсленді, серед локацій — Іпсвіч, різні передмістя на Голд-Кості та Брісбені. 20 березня 2014 року було оголошено, що виробництво «Богів Єгипту» розпочалося в Австралії, а знімання Сан-Андреаса мали розпочати незабаром після цього. 16 квітня 2014 року Джонсон опублікував у Твіттері фотографії з тренувань до фільму.
Знімання розпочали 22 квітня 2014 року в Австралії, а також у районі Лос-Анджелеса, Бейкерсфілді та Сан-Франциско. 12 травня знімання відбувалося у долині Лок'єр. 10-11 травня знімання відбувалося у Лос-Анджелесі, а потім виробництво повернулося до Австралії, щоб завершити фільмування. 17 травня друга група знімала сцени в Бейкерсфілді, де був помічений гелікоптер, поки Джонсон був зайнятий на Голд-Кості. 22 червня знімальна група знімала сцени катастрофи на Елізабет-стріт у Брісбені.

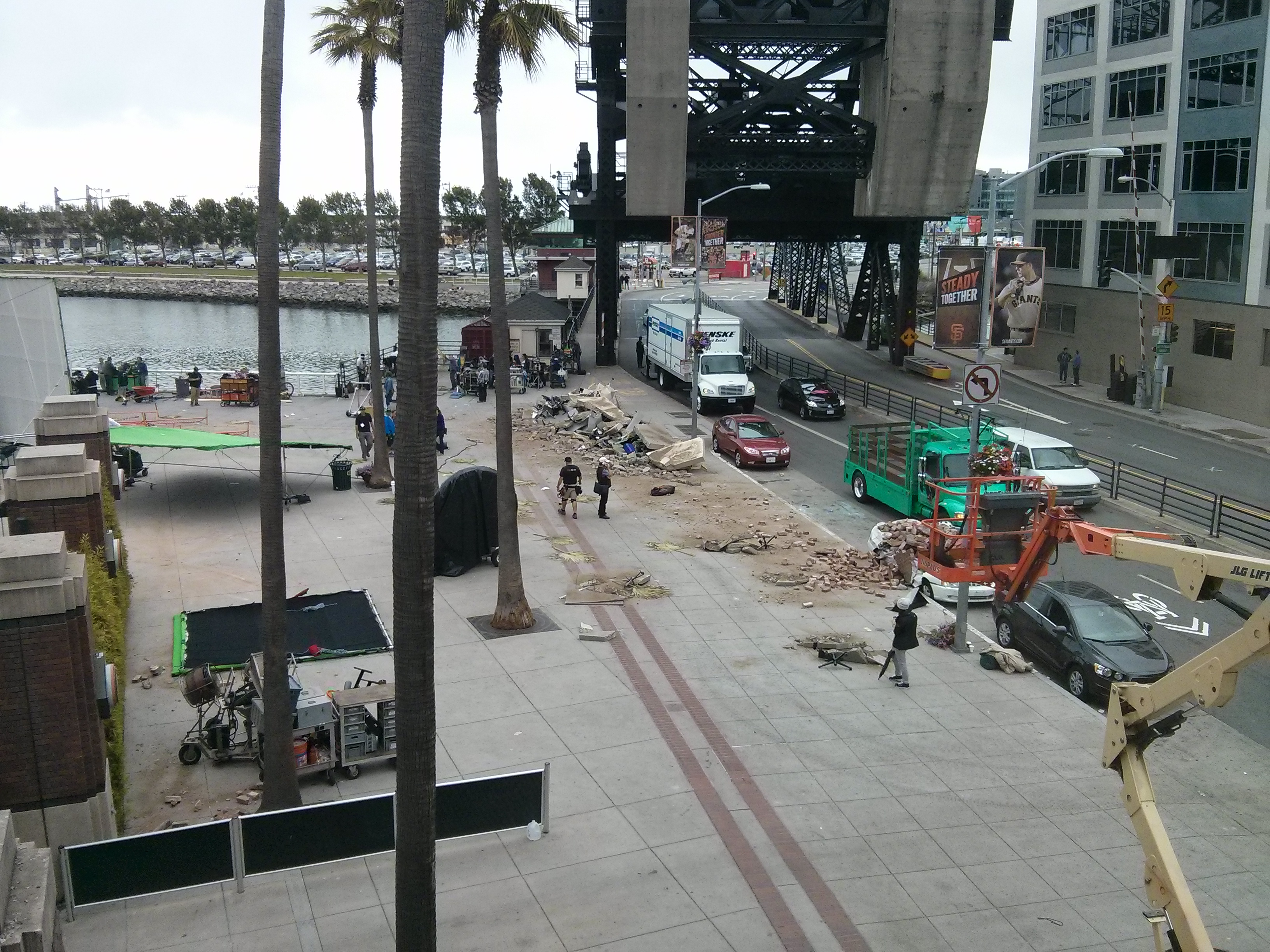
Знімання біля Оракл-Парку

Перша частина знімання Сан-Франциско відбувалася з 21 по 27 липня, в той час, як другу частину почали знімати 8 липня. 15-16 відбувалося знімання на Рибацькій пристані та на набережній «Ембаркадеро». 21 липня знімання відбувалося в Оракл-Парку, який є домашнім стадіоном команнди «Сан-Франциско Джаєнтс». 22 липня почали знімання землетрусу з фальшивими жертвами і сміттям на вулицях Гайд і Ломбард стріт які знаходяться на Рашен-Хілл. 23 липня знімання перенесли і Сан-Франциський арсенал. 26 липня знімали сцени біля готелю «Fairmont», а останній день знімання провели на Каліфорнія стріт у Фінансовому районі, завершивши знімання 27 липня 2014 року.

### Саундтрек
24 липня 2014 року було оголошено, що музику до фільму напише Ендрю Локінгтон.

### Візуальні ефекти
Візуальні ефекти створені компаніями «Hydraulx», «Cinesite» та «Image Engine» під керівництвом Грега та Коліна Штраузе, Хольгера Фосса та Мартіна Калпітта за підтримки «Scanline VFX» та «Method Studios».

## Реліз
Прем'єра фільму відбулася 26 травня 2015 року в театрі Долбі у Голлівуді, Лос-Анджелес. Спочатку було заплановано реліз у форматі 2D та 3D на 5 червня 2015 року, але пізніше його перенесли на тиждень. Фільм також вийшов у форматі «Dolby Vision», ставши першим фільмом Warner Bros. Pictures, який перейшов на цей формат.
13 жовтня 2015 року фільм випустили у вигляді цифрової дистрибуції, а також на Blu-ray і DVD. Після першого тижня виходу на домашніх носіях у США фільм очолив чарт «Nielsen VideoScan First Alert», який відстежує загальні продажі дисків, а також дебютував на 2-му місці в чарті продажів дисків Blu-ray із 40 % одиничних продажів, що є напрочуд низьким показником, враховуючи надмірну кількість спецефектів у фільмі. Він не зміг обігнати лише діамантове видання класичного діснеївського мультфільму «Аладдін», що вийшов 1992 року. З березня 2016 року фільм доступний у форматі 4K UHD Blu-ray.

## Касові збори
Фільм зібрав $155,1 млн у Сполучених Штатах Америки і Канаді та $319,4 млн на інших територіях, загалом у світі — $474,5 млн. За підрахунками Deadline, чистий прибуток фільму склав 88.07 мільйонів доларів, враховуючи виробничі бюджети, маркетинг, участь талантів та інші витрати; касові збори та доходи від домашніх медіа поставили його на вісімнадцяте місце у списку «Найкасовіших блокбастерів 2015 року».

### Північна Америка
В Північній Америці фільм демонструвався у 3 777 кінотеатрах, включаючи 3 200 кінотеатрів з можливістю показу у 3D. За кілька днів до виходу фільму на екрани різні експерти прогнозували збори у Північній Америці на рівні 40 мільйонів доларів. Фільм заробив 3,1 мільйона доларів від вечірніх показів у четвер і 18,2 мільйона доларів у день прем'єри. За перший вікенд сума зборів склала 54,6 мільйонів доларів, що значно перевищило прогнози. Це була найбільша прем'єра Двейна Джонсона головним актором, яка перевершила 36 мільйонний дебют «Царя скорпіонів» у 2002 році, навіть з урахуванням інфляції. Ден Феллман, керівник Warner Bros. Distribution прокоментував успіх фільму, сказавши, що глядачі ніколи не втомлюються від фільмів-катастроф, та навіть повертаються до перегляду «Пригод „Посейдона“». Він також додав:
|               | Що також втомлює, так це те, коли ви починаєте знімати сиквели одного й того ж самого. Фільм має бути свіжим, і ви повинні мати правильну хімію в акторському складі... |
| — Ден Феллман | |

 вказуючи на оригінальність фільму, гру Джонсона та інших акторів як на деякі фактори успішної прем'єри фільму. У другий вікенд фільм зазнав падіння на 52 %, заробивши приблизно 26,4 мільйона доларів, опинившись на другому місці після фільму «Шпигунка».

### Світ
За межами Північної Америки фільм вийшов у прокат загалом у 60 країнах у ті ж вихідні, включаючи Францію, Велику Британію, Мексику та Австралію заробивши за 5-денний вікенд $63.9 млн з 15 420 екранів у 60 країнах, дебютувавши на першому місці в 55 з них. У другий вікенд фільм зібрав ще 97,7 млн доларів. Очолювавши касові збори за межами Північної Америки два вікенди поспіль, згодом його витіснив «Світ Юрського періоду».
Це був найбільший старт для фільму-катастрофи і другий за величиною для Warner Bros. у Мексиці — $10,1 млн з 3100 кінотеатрів. У Китаї за три дні прокату фільм зібрав $35 млн, а за шість днів — $51,8 млн, хоча китайський сайт аналітиків касових зборів «Entgroup» повідомив про 55 мільйонів доларів. Попри занепокоєння з приводу вірусу MERS, [63] що призвело до різкого падіння відвідуваності кінотеатрів, фільм зібрав 7,2 мільйона доларів у Південній Кореї (включно з прем'єрними сеансами в середу). Аналогічно успішно фільм стартував у Великій Британії, Ірландії та на Мальті ($7,2 млн), Бразилії ($3,2 млн), Франції ($3,1 млн), Індії ($2,5 млн), Австралії ($2,4 млн), Гонконгу ($2,2 млн) та Німеччині ($2 млн). Станом на 26 грудня 2023 року за загальними зборами найбільшими ринками за межами Північної Америки є Китай ($103,2 млн) та Мексика ($28,4 млн).

## Відгуки критиків
На сайті «Rotten Tomatoes», який є агрегатором рецензій, фільм має рейтинг схвалення 49 % на основі 255 рецензій і середню оцінку 5,2/10. На сайті Metacritic фільм отримав 43 бали зі 100 на основі 42 рецензій, що означає «змішані або середні відгуки». Глядачі, опитані CinemaScore, поставили фільму середню оцінку «A-» за шкалою від «A+» до «F».
IGN оцінив на 7,5 балів з 10, сказавши: «Є кілька тріщин у фундаменті, але „Сан-Андреас“ — це добротний фільм завдяки чітким візуальним ефектам і „Скелі“».
Журнал «Earth» Американського геологічного інституту назвав фільм «жахливим» і розкритикував його за «увічнення геологічних абсурдів», також зазначивши, що «попри сумну славу розлому Сан-Андреас, він не є найбільшою сейсмічною загрозою для району затоки», а сусідній розлом Хейворд може завдати величезної шкоди мостам, дорогам, інженерним мережам і комунікаціям при землетрусі меншої магнітуди через близькість до районів з густою міською заселеністю. У той час як повний розрив уздовж Каскадної зони субдукції був би найгіршою катастрофою в історії США, розрив уздовж Хейвордського розлому зачепив би значно меншу територію, де вплив на міську інфраструктуру можна було б пом'якшити за рахунок модернізації, дотримання сейсмічних будівельних норм та інших заходів готовності.

## Сиквел
У лютому 2016 року компанія «New Line Cinema» оголосила про розробку сиквелу, сюжет якого, як повідомляється, буде зосереджений на Тихоокеанському вогняному кільці. Ніл Вайднер і Гевін Джеймс були найняті сценаристами, в той час як Бред Пейтон і Бо Флінн повернуться режисером і продюсером відповідно. Двейн Джонсон повернеться до своєї ролі, і очікується, що Карла Гуджино, Александра Даддаріо і Пол Джаматті, також повернуться. Двейн Джонсон і Бред Пейтон були оголошені продюсерами. У липні 2021 року Александра Даддаріо висловила сумніви, що сиквел буде.
У листопаді 2021 року Двейн Джонсон оголосив, що вони все ще розробляють сиквел, заявивши, що через конфлікти в розкладі виробництво ще не розпочалося. Він уточнив, що його студія шукає проєкти, які мають те, що вони внутрішньо називають «ефектом Мойсея», пояснивши, що вони мають безпосередній пріоритет над рештою з багатьох проєктів у їхньому кінографічному розкладі; заявивши, що він відчуває, що сиквел потрапляє в цю категорію. У грудні 2021 року Гірам Гарсія підтвердив, що «Warner Bros. Pictures» хоче сиквел, тоді як «Seven Bucks Productions» відклала розробку на користь інших проєктів.

## У ролях
| Актор               | Роль                |
| ------------------- | ------------------- |
| Двейн Джонсон       | Реймонд "Рей" Ґейнз |
| Карла Гуджино       | Емма Ґейнз          |
| Александра Даддаріо | Блейк Ґейнз         |
| Йоан Гріффідд       | Деніел Ріддік       |
| Арчі Панджабі       | Серена Джонсон      |
| Пол Джаматті        | доктор Лоренс Гейс  |
| Г'юґо Джонстон-Барт | Бен Тейлор          |
| Арт Паркінсон       | Оллі Тейлор         |
| Вілл Юн Лі          | доктор Кім Парк     |
| Кайлі Міноуг        | Сьюзен Ріддік       |
| Алек Утгофф         | Олексій             |
| Колтон Гайнес       | Джоби О'Лірі        |
| Тодд Вільямс        | Маркус Кроулінгс    |